# Georgia

Порівняння розмірів і метрики шрифтів Georgia і Times New Roman

Georgia — шрифт у стилі перехідної антикви, створений 1993 року Меттью Картером для Microsoft Corporation як зарубчастий аналог Verdana, першого гротескного екранного шрифту Microsoft. Над хінтингом працював Том Рікнер. Уперше вийшов 1 листопада 1996 року в складі пакета Core fonts for the Web. Пізніше увійшов у додатковий пакет шрифтів для Internet Explorer 4.0.
Шрифт було розроблено для легкої читаності з монітора навіть при невеликому кеглі, це було досягнуто зокрема через велику висоту малих літер. Назва була жартома взята з таблоїдного заголовка: «Голови прибульців були виявлені в штаті Джорджія».
Шрифт нагадує Times New Roman, але має багато тонких відмінностей: Georgia більше та насиченіше, ніж Times, при однаковому кеглі, також вона має великий ріст малих літер; має вертикальну вісь округлих знаків; зарубки у Georgia ширші та виразніші. Times має вужчі пропорції. Georgia зазнала впливу шрифтів типу Clarendon, особливо це помітно в b, r, j и c (прописній і малій). На відміну від Times, Georgia використовує старостильні (мінускульні) символи цифр.

## Варіанти
Нові версії шрифтів Georgia і Verdana вийшли 2011 року. Розширена версія оригінального шрифту, названа Georgia Pro, має низку доповнень, включаючи:
- Додаткові варіанти насиченості, включаючи стиснуті версії
- Капітельний варіант шрифту
- Додаткові набори символів
- Доповнення для кернінгу
- Додаткові можливості OpenType

Розширена версія шрифту була розроблена для організацій, які широко використовують Georgia та Verdana, але потребують розширену версію для специфічних випадків застосування.
Microsoft також використовує іншу версію Georgia — Georgia Ref, яка має один тип насиченості, але містить додаткові символи. Вона поширювалася з Microsoft Bookshelf 2000, Encarta Encyclopedia Deluxe 99 і Encarta Virtual Globe 99.
MS Reference Serif — похідний від Georgia Ref шрифт із напівжирним і курсивним накресленням, який також було включено до Microsoft Encarta.

## Нагороди
Кирилічний варіант шрифту одержав нагороду журналу Upper & Lower Case Magazine 1999 року.
26 травня 2011 року Меттью Картер отримав «нагороду за життєві досягнення» (англ. Lifetime Achievement Award) від Національного музею дизайну Смітсонівського інституту, зокрема й за розробку шрифту Georgia.